# Euproctis brunneipicta
Euproctis brunneipicta är en fjärilsart som beskrevs av Collenette 1930. Euproctis brunneipicta ingår i släktet Euproctis och familjen tofsspinnare. Inga underarter finns listade i Catalogue of Life.